# Киевская Военная школа лётчиков-наблюдателей
Киевская Военная школа лётчиков-наблюдателей — специальное военно-учебное заведение Русской императорской армии для подготовки кадров лётчиков-наблюдателей. Действовала в условиях военного времени. Школа была открыта в Киеве в 1915 году. В 1917 году была переведена в Евпаторию. Прекратила деятельность 5 мая 1918 года после оккупации Таврической губернии кайзеровскими войсками.

## История
Приказом Военного Ведомства Российской империи № 14 от 7 января 1914 года было объявлено «Положение о прикомандировании офицеров генерального штаба к воздухоплавательным частям и школам». Каждое лето 10 офицеров изучали приемы воздушной разведки. По завершении 3-х месячного практического курса специальная комиссия проверяла полученные знания. Офицерам, получившим «отлично» и «хорошо», присваивалось звание «летчика-наблюдателя».
С началом Первой мировой войны потребность в лётчиках-наблюдателях резко возросла. Непосредственно пилоты не могли полноценно работать в полёте с фототехникой. Лётчик-наблюдатель также должен был иметь навыки бортового стрелка. Специальная Военная школа летчиков-наблюдателей была сформирована по приказу 10(24) декабря 1915 года, фактически открыта 20 декабря(3 января) в Киеве . Она разместилась в здании эвакуированного в Орёл и Курск Педагогического музея имени цесаревича Алексея, занимая в здании 1 и 3 этажи. Школа имела аэродром и учебный авиаотряд. Подготовку проходили в основном уже не офицеры генштаба как ранее, а армейские офицеры, что было связано с общим дефицитом офицерских кадров. 6-месячный курс обучения проходило одновременно 50 офицеров. В поздних выпусках учебный курс сократился до 4 месяцев.
Во всех военных авиационных школах и Киевской школе летчиков-наблюдателей были сформированы пулеметные отделения. 
Киевская Военная школа лётчиков-наблюдателей офицеров произвела первый свой выпуск в апреле 1916 года. Для офицеров-выпускников, оканчивающих Военную школу летчиков-наблюдателей, был установлен нагрудный знак. В ноябре 1916 года, в связи с ухудшением обстановки на Юго-Западном фронте и приближением фронта, Управление Военного Воздушного Флота (Увофлот) приняло решение о переводе школы лётчиков-наблюдателей в Евпаторию Таврической губернии. 1 сентября 1917 года школа в составе 374 человек прибыла в Евпаторию. Также в Евпатории разместили и сформированную в 1917 году Военную школу воздушного боя. 
К моменту Октябрьского переворота школа была сильно революционизирована, в ней действовала ячейка РСДРП. 3(16) января 1918 год по приказу полковника А. Н. Выграна белые офицеры и эскадронцы разоружили школу летчиков, забрали 116 пулеметов, много револьверов, патронов.
Киевская Военная школа лётчиков-наблюдателей была расформирована 5 мая 1918 года после занятия Крыма и Евпатории кайзеровскими войсками. Имущество Киевской школы летчиков-наблюдателей оставшееся после вывоза немецкими оккупантами и союзными интервентами в 1920 году было передано в авиационные части Военного Министерства правительства генерала барона П. Н. Врангеля.

## Руководство, педагогические состав материальная база
Начальник Военной школы летчиков-наблюдателей — капитан Генерального штаба Молотов (Гаммер) Николай Данилович (21.01.1878-после 1922).
Шеф школы — Великий князь Александр Михайлович.
Штат школы, доработанный и утвержденный по состоянию на 9 марта 1917 года, включал 18 офицерских должностей, 8 — постов для занятия военными чиновниками и штатных единиц 245 — для нижних чинов.
1 сентября 1917 года школа в составе 374 человек прибыла в Евпаторию. Материальной базой школы был учебный авиационный отряд в составе: 8 самолётов — «Вуазен»; 3 ед. — «Моран-Ж»; 2 ед. — «Ньюпор»; 1-ед. — «Моска».